# Ronde van Oostenrijk 2025
De 74e editie van de wielerwedstrijd Ronde van Oostenrijk vond plaats tussen 9 en 13 juli 2025. De start was in Steyr, de finish in Feldkirch. De wedstrijd maakte deel uit van de UCI Europe Tour, met de categorie 2.1. De Mexicaan Isaac del Toro won drie etappes en het algemeen klassement, waarmee hij Diego Ulissi opvolgde als eindwinnaar.

## Etappe-overzicht
| Etappe | Datum   | Start         | Finish       | Type      | Afstand  | Winnaar             | Klassementsleider   |
| ------ | ------- | ------------- | ------------ | --------- | -------- | ------------------- | ------------------- |
| 1      | 9 juli  | Steyr         | Steyr        | Heuvelrit | 167,8 km | Felix Großschartner | Felix Großschartner |
| 2      | 10 juli | Bischofshofen | Sankt Johann | Bergrit   | 142,1 km | Isaac del Toro      | Felix Großschartner |
| 3      | 11 juli | Hellbrunn     | Gaisberg     | Bergrit   | 142,9 km | Isaac del Toro      | Felix Großschartner |
| 4      | 12 juli | Innsbruck     | Kühtai       | Bergrit   | 117,3 km | Isaac del Toro      | Isaac del Toro      |
| 5      | 13 juli | Feldkirch     | Feldkirch    | Heuvelrit | 144,2 km | Bob Jungels         | Isaac del Toro      |

## Klassementsleiders na elke etappe
| Etappe 0     | Winnaar 0           | Algemeen klassement | Puntenklassement    | Bergklassement     | Jongerenklassement | Beste Oostenrijker  | Ploegenklassement 0   |
| ------------ | ------------------- | ------------------- | ------------------- | ------------------ | ------------------ | ------------------- | --------------------- |
| 1            | Felix Großschartner | Felix Großschartner | Felix Großschartner | Nicolas Vinokoerov | Isaac del Toro     | Felix Großschartner | UAE Team Emirates-XRG |
| 2            | Isaac del Toro      | Felix Großschartner | Felix Großschartner | Emanuel Zangerle   | Isaac del Toro     | Felix Großschartner | UAE Team Emirates-XRG |
| 3            | Isaac del Toro      | Felix Großschartner | Isaac del Toro      | Emanuel Zangerle   | Isaac del Toro     | Felix Großschartner | UAE Team Emirates-XRG |
| 4            | Isaac del Toro      | Isaac del Toro      | Isaac del Toro      | Nicolas Vinokoerov | Isaac del Toro     | Felix Großschartner | UAE Team Emirates-XRG |
| 5            | Bob Jungels         | Isaac del Toro      | Isaac del Toro      | Nicolas Vinokoerov | Isaac del Toro     | Felix Großschartner | UAE Team Emirates-XRG |
| 0Eindstanden | 0Eindstanden        | Isaac del Toro      | Isaac del Toro      | Nicolas Vinokoerov | Isaac del Toro     | Felix Großschartner | UAE Team Emirates-XRG |

1. ↑  De groene trui werd in de tweede etappe gedragen door Rafał Majka, die tweede stond in het puntenklassement. In de derde etappe werd de trui gedragen door Jensen Plowright, derde in het klassement.
2. ↑  De zwarte trui werd in de vierde etappe gedragen door Andrew August, die tweede stond in het jongerenklassement. In de vijfde etappe werd de trui gedragen door Markel Beloki, derde in het klassement.
3. ↑  De oranje trui werd in de tweede, derde en vierde etappe gedragen door Marco Schrettl, die tweede stond in klassement voor beste Oostenrijker.
4. ↑  De groene trui werd in de vijfde etappe gedragen door Andrew August, die derde stond in het puntenklassement.

1949 ·
1950 ·
1951 ·
1952 ·
1953 ·
1954 ·
1955 ·
1956 ·
1957 ·
1958 ·
1959 ·
1960 ·
1961 ·
1962 ·
1963 ·
1964 ·
1965 ·
1966 ·
1967 ·
1968 ·
1969 ·
1977 ·
1971 ·
1972 ·
1973 ·
1974 ·
1975 ·
1976 ·
1977 ·
1978 ·
1979 ·
1980 ·
1981 ·
1982 ·
1983 ·
1984 ·
1985 ·
1986 ·
1987 ·
1988 ·
1989 ·
1990 ·
1991 ·
1992 ·
1993 ·
1994 ·
1995 ·
1996 ·
1997 ·
1998 ·
1999 ·
2000 ·
2001 ·
2002 ·
2003 · 2004 · 2005 · 2006 · 2007 · 2008 · 2009 · 2010 · 2011 · 2012 · 2013 · 2014 · 2015 · 2016 · 2017 · 2018 · 2019 · 2020-2022 · 2023 · 2024 · 2025